# Nicht ohne meine Schwiegereltern
Nicht ohne meine Schwiegereltern ist eine deutsche Fernsehkomödie aus dem Jahr 2006, die im Auftrag des ZDF produziert wurde. Sie ist die Fortsetzung von Nicht ohne meinen Schwiegervater.

## Handlung
Sechs Monate sind seit der Hochzeit von Ulf Weiß und Sarah Gievenbeck inzwischen vergangen. Ulf hat noch immer ein paar Probleme mit seinem dominanten Schwiegervater Heinrich. Deswegen begibt er sich – obwohl selbst Psychotherapeut – sogar in die Behandlung einer Kollegin. Und nun wollen alle: Sarah, seine Schwiegereltern und er selbst, zu seinen Eltern fahren, damit sich die Familien näherkennenlernen. Ulfs Eltern, Bibi und Julius, leben in einem vornehmen Stadtteil von Düsseldorf und sind hochangesehene Mitglieder der High Society. Julius Weiß ist Inhaber einer großen Firma. Schon am ersten Abend in der Villa taucht die Nachbarstochter der Weiß’, Linda, auf.
Und wie sollte es anders sein: Sie ist die Jugendliebe von Ulf, und Julius verkündet im Beisein seiner Schwiegertochter und Sarahs Eltern unverblümt, dass er es gerne gesehen hätte, wenn Ulf Linda geheiratet hätte.
Ulf ist peinlich berührt und Heinrich fühlt sich in seinen Vorurteilen gegen Ulf voll bestätigt. Dann kommt auch noch das Thema Kinder auf den Tisch. Ulf sagt, dass er Kinder wolle, nur eben zurzeit noch nicht. Sarah bekommt dies in den falschen Hals und glaubt, er wolle schon Kinder, nur nicht mit ihr. Und dann belauscht Heinrich auch noch Bibi und Julius, die sich über ihn und seine Frau Sybille als „die Spießer vom Lande“ lustig machen. Als sie auf ihrem Zimmer sind, will Sarah sich versöhnen und mit Ulf schlafen, doch dieser will nicht. Sarah ist sauer und verletzt, weil er schon seit 6 Wochen nicht mit ihr schlafen will. Ulf braucht frische Luft und geht raus in den Garten. Plötzlich steht Linda vor ihm. Als Ulf am nächsten Morgen aufwacht, liegt er in Lindas Bett, und zwar vollkommen nackt. Viele leere Weinflaschen deuten auf eine durchzechte Nacht hin. Schnell zieht er sich an und versucht unbemerkt in die Villa seiner Eltern zurückzukommen, indem er in ein offenes Fenster steigen will. Doch dabei wird er von einer Frau beobachtet, die ihn für einen Einbrecher hält und die Polizei ruft. Nachdem er das Missverständnis klären konnte und sich bei Sarah damit herausredet, er habe im Garten auf der Liege geschlafen, lädt ihn sein Vater ein, mit ihm ins Fitnessstudio zu kommen. Auch Heinrich geht mit. Als er dort eine Frau sieht, die einen roten Trainingsanzug trägt, der Lindas Unterwäsche ähnelt, bekommt er Visionen von Linda und fällt in Ohnmacht.
Später fahren alle zur Ankleide für die Gala, auf der Julius zu Düsseldorfs Unternehmer des Jahres gekürt werden soll in eine noble Boutique. Heinrich fährt bei Bibi mit, und diese macht ihm plötzlich unverblümte Avancen. Auch brüskiert sie ihre Schwiegertochter, indem sie sie statt Sarah ständig Sandra nennt und ihr zu einem spießigen Kostüm rät.
Am Nachmittag beobachtet Heinrich, wie Ulf heimlich den Slip von Linda, den er nach besagter Nacht versehentlich mitnahm, verschwinden lassen will. Als am nächsten Tag alle auf der Pferderennbahn sind, geht Heinrich unter einem Vorwand weg und lässt sich per Taxi zum Haus von Linda fahren, um sie zur Rede zu stellen und seinen Schwiegersohn als Ehebrecher zu entlarven. Doch sie hört die Klingel nicht, da sie Kopfhörer trägt. Einer Nachbarin ist der fremde Mann in Lindas Garten suspekt und sie ruft die Polizei. Heinrich wird unter dem Verdacht ein Spanner zu sein verhaftet. Alle wundern sich, wo Heinrich ist, als sie nach Hause kommen. Doch zu vorgerückter Stunde hat Sybille mit Julius so viel Wein getrunken, dass sie sich keine weiteren Gedanken um ihren Gatten macht, der sie verzweifelt per Handy zu erreichen versucht. Am nächsten Morgen wachen Ulf und Sybille nebeneinander auf! Sybille hat sich in ihrem betrunkenen Zustand in der Tür geirrt. Nachdem das Missverständnis geklärt ist, wird Heinrich aus dem Knast entlassen und beobachtet sofort, wie Ulf schon wieder in Lindas Haus ist, und diese nackt vor ihm steht. Auf der Gala am Abend kommt es zu einer Aussprache zwischen Sarah und Ulf. Jedoch bemerkt er nicht, dass er sein Mikrofon an der Brust – er hielt kurz vorher eine Rede – noch eingeschaltet hat. Und so hört der ganze Saal mit, dass er zurzeit impotent sei. Dies habe aber nur psychosomatische Gründe, weil er sich von Heinrich unter Druck gesetzt fühlt, mit Sarah ein Kind zu bekommen. Dann stürmt auch noch Linda den Saal und verkündet, Ulf sei ein Lügner und sie sei von ihm schwanger.
Stinksauer reisen die Gievenbecks ab, eine Scheidung scheint unvermeidlich. Doch dann erhält Ulf ausgerechnet von dem arroganten Ralf den Hinweis, dass Linda pleite sei und die Schwangerschaftsnummer schon bei jemand anderem versucht habe. Sofort fährt er nach Münster, um mit Sarah und seinen Schwiegereltern zu reden. Sybille überredet Heinrich und Sarah, Ulf eine Chance zu geben, seine Unschuld zu beweisen. Plötzlich kommt Heinrich die Idee: Der Fall ist aktenkundig, denn der vermeintliche andere „Vater“ ist aus Münster und hat Linda damals verklagt. Unter gewissen Schwierigkeiten bekommen Ulf, Heinrich und Sybille die Akten und locken Linda in eine Falle: In einem Gespräch mit Ulf gesteht sie, dass zwischen ihm und ihr nie was gelaufen ist, sondern dass er lediglich zu betrunken war, um nach Hause zu gehen und sie ihn deswegen in ihrem Bett schlafen ließ. Auch Sarah hat mitgehört und sie und Ulf fallen sich überglücklich in die Arme. Dann stellt sich auch noch heraus, dass Julius mit seiner Firma Pleite gemacht hat. Bibi und Julius sind dennoch nicht unglücklich. Sie verkaufen die Villa in Düsseldorf und ziehen nach Münster. Und ein paar Monate später sind Ulf und Sarah glückliche Eltern und Bibi und Julius und Sybille und Heinrich stolze Großeltern.

## Kritik
„Handelsübliche (Fernseh-)Komödie mit genretypischen Turbulenzen.“

## Trivia
- Der Film ist ein deutsches Remake von Meine Frau, ihre Schwiegereltern und ich.

- In einer Szene sagt Heinrich, gespielt von Fritz Wepper, „ich fahre schon mal den Wagen vor“. Dies ist als Anspielung auf Weppers frühere Rolle als Harry Klein in Derrick zu verstehen.